# 빅 텐 아카데믹 얼라이언스

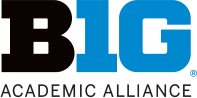

빅 텐 아카데믹 얼라이언스(Big Ten Academic Alliance, BTAA, 이전 명칭: Committee on Institutional Cooperation, CIC)는 빅 텐 콘퍼런스의 대학교들의 학술 컨소시엄이다. 이 컨소시엄은 2016년 6월 29일 명칭이 변경되었다.

## 회원 대학교

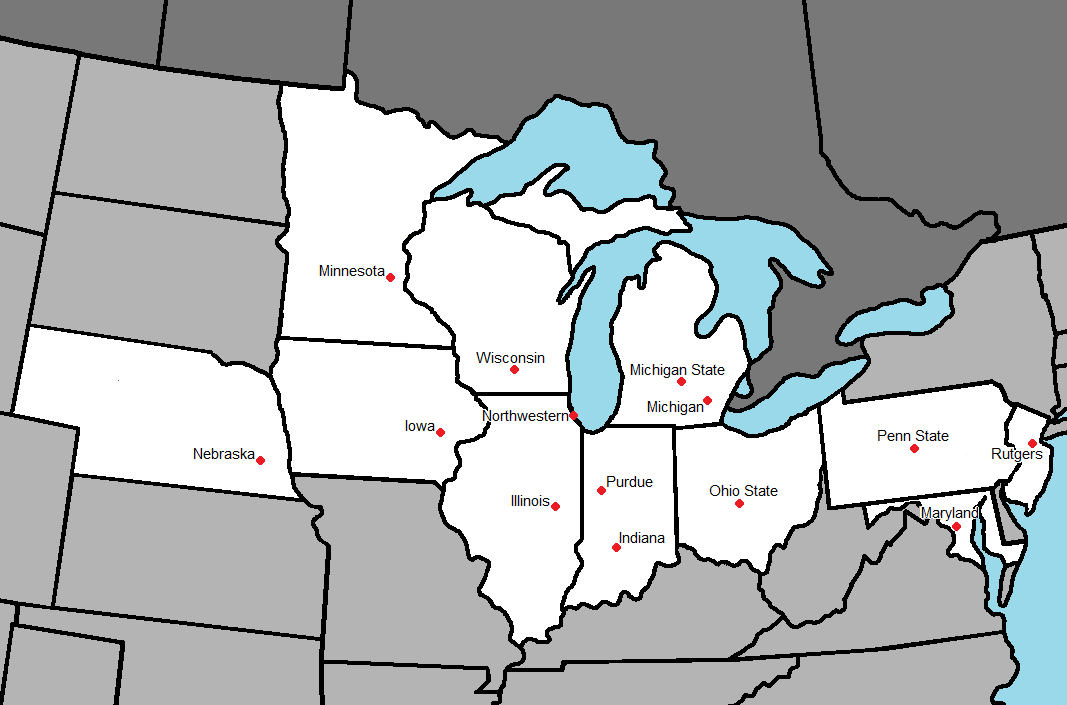
BTAA 기관 위치 (2016년 6월 29일 기준)

빅 텐 아카데믹 얼라이언스는 빅 텐 콘퍼런스 소속 14개 기관의 학술 컨소시엄이다. 네브래스카 대학교 링컨을 제외한 모든 기관들은 미국 대학 협회의 소속이기도 하다.
현 회원 대학교는 다음과 같다:
- 인디애나 대학교
- 미시간 주립 대학교
- 노스웨스턴 대학교
- 오하이오 주립 대학교
- 펜실베이니아 주립 대학교
- 퍼듀 대학교
- 럿거스 대학교
- 일리노이 대학교 어배너-섐페인
- 아이오와 대학교
- 메릴랜드 대학교
- 미시간 대학교
- 미네소타 대학교
- 네브래스카 대학교 링컨
- 위스콘신 대학교 매디슨

## 역사
빅 텐 아카데믹 얼라이언스는 본래 Committee on Institutional Cooperation(CIC)라는 이름으로 1958년 빅 텐 멤버 총장들에 의해 콘퍼런스 학술 대응으로 설립되었다. 빅 텐의 창립 멤버 가운데 하나인 시카고 대학교가 이 얼라이언스의 초대를 수락하였으나 1946년 콘퍼런스에서 물러났다.
1990년 빅 텐 가입에 따라 CIC는 펜실베이니아 주립 대학교를 이 컨소시엄에 초대하였다. 2011년 네브래스카 링컨 대학교 또한 빅 텐 가입 이후 2011년 이 컨소시엄에 가입하였다.
2014년 메릴랜드 대학교와 릿거스 대학교는 2014년 빅 텐에 참가하면서 2013년 7월 1일 이 컨소시엄에 참가하였다.
2016년 6월 29일 이 컨소시엄의 이름은 CIC에서 빅 텐 아카데믹 얼라이언스로 변경되었다. 과거 빅 텐 콘퍼런스에 속했던 시카고 대학교는 한때 CIC의 소속이었음에도 지금은 새롭게 브랜드가 바뀐 이 컨소시엄 소속은 아니지만 협업자로 계속 남아있다.

## 협업
BTAA의 협업은 다음을 포함한다:
- 협업 구매 및 라이선스[9]
- 코스 공유[10]
- 직업 개발 프로그램[11]
- 도서관 자원[12]
- 정보기술[13]
- 유학 및 국제 협업[14]
- 학부 네트워크[15]
- 구글 도서 라이브러리 프로젝트 참여[16]